# Dave (Lost)
Dave (título original del mismo nombre) es el capítulo n.º 18 de la Segunda Temporada de Lost. Hurley sufre alucinaciones que le hacen comer y comer, e incluso intentar suicidarse, y es ayudado por Libby a superarlas. Locke comienza a tener dudas sobre el funcionamiento de la escotilla. FLASHBACK de Hugo Reyes.

## Trama
Cuando los supervivientes descubren los nuevos víveres, Hurley tiene una crisis mental similar a la que le llevó a ingresar en el psiquiátrico, y que se agudiza cuando empieza a tener visiones muy reales de Dave, su amigo imaginario. Libby descubre el comportamiento extraño de Hurley y se ofrece a ayudarle, pero Dave se interpone en el camino, tratando de convencer a Hurley de que todo el mundo de la isla y del accidente no es más que un producto de su mente enferma.
Henry es cuestionado por Sayid, ahora que han descubierto su engaño al grupo, pero no logra obtener demasiada información. No sólo eso, sino que aprovecha la pequeña tregua que le da Locke para intentar meterse más en su cabeza y jugar con ella. De ese modo, la devoción enfermiza que el herido siente por la isla y el marcador juega a favor del prisionero, que consigue hacer que Locke dude de todo en lo que cree.
Hurley consigue ser más fuerte que la tentación que Dave le pone, en gran parte gracias a Libby, y puede superar su crisis. Sin embargo, puede que se avecine otra pronto ya que Libby no parece ser la gran amiga que todos piensan que es. Libby ha estado en el hospital psiquiátrico, ha escuchado la conversación de Hurley y el hombre que repite los números. 

## Otros Capítulos
- Capítulo Anterior: Encerrados
- Capítulo Siguiente. S.O.S.

## Enlace Extremo
- Fotos del capítulo Dave (enlace roto disponible en Internet Archive; véase el historial, la primera versión y la última).

- Datos: Q2992766